# Sassari Calcio Latte Dolce
Sassari Calcio Latte Dolce là một câu lạc bộ bóng đá Ý có trụ sở tại Sassari, Sardinia.

## Lịch sử
Câu lạc bộ được thành lập vào năm 1973.
Trong mùa giải 2012-13, đội đã được thăng hạng lần đầu tiên, từ Eccellenza Sardinia đến Serie D để lấp đầy chỗ trống.